# ساباتينا جيمس

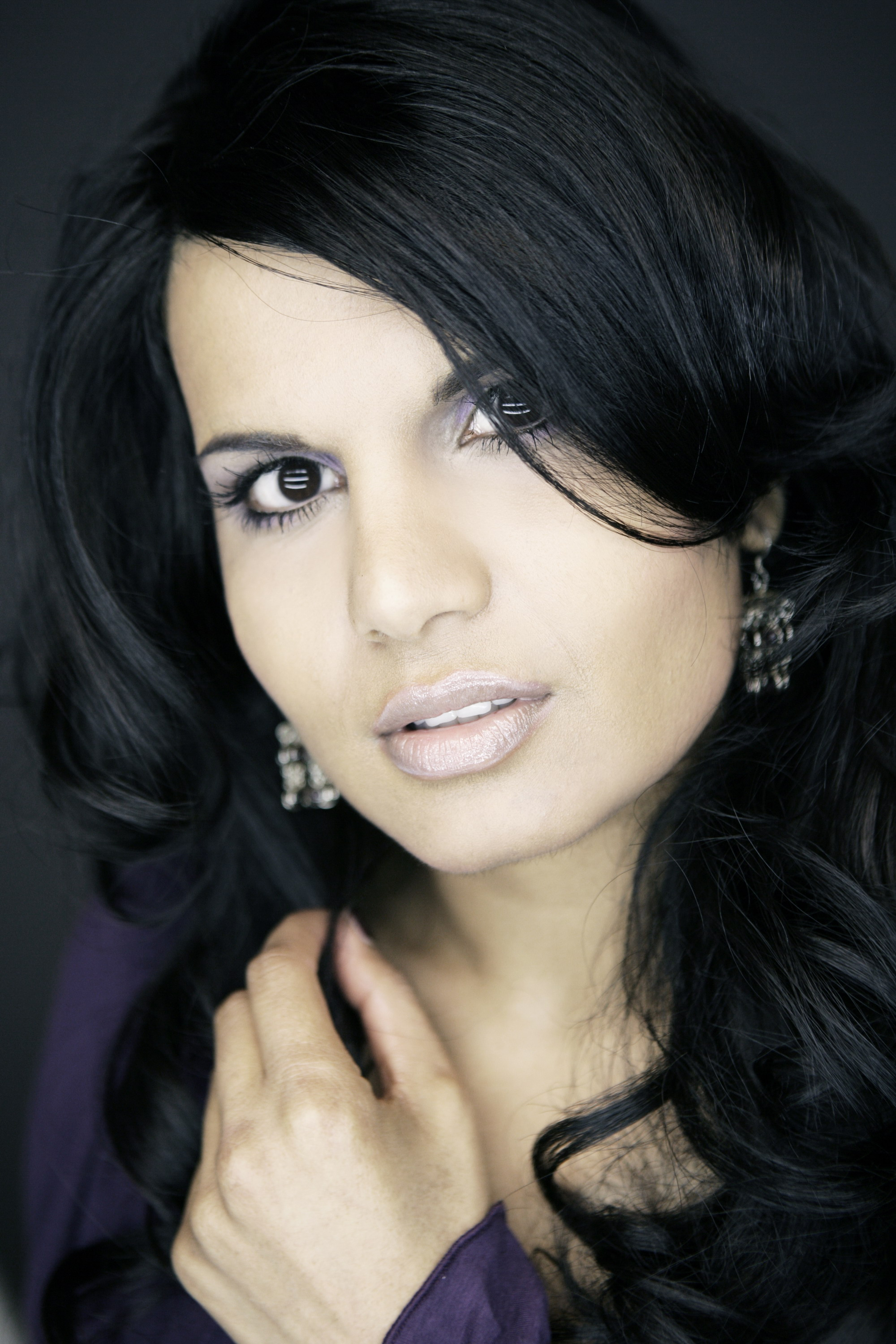
ساباتينا جيمس

ساباتينا جيمس (بالألمانية: Sabatina James)‏ (ولدت سنة 1982 في باكستان) هي كاتبة باكستانية نمساوية تحولت من الإسلام إلى المسيحية وحققت أفضل المبيعات. ولدت في باكستان لأبوين مسلمين وهاجرت مع أسرتها إلى النمسا.

## أعمالها
- 2003، Sabatina. Vom Islam zum Christentum - ein Todesurteil (من الإسلام إلى المسيحية، حكم بالإعدام، والألمانية)، Kleindienst Josef، ISBN 3-9501151-8-8
- Thou shalt die for your happiness. Caught between two worlds, 2004
- Wedding in tears, 2006
- 2010، My Fight for Faith and Freedom (كفاحي من أجل الإيمان والحرية، والإنكليزية)، Phoenix Books، ISBN 978-1-60747-718-1

## وصلات خارجية
- ساباتينا جيمس على موقع IMDb (الإنجليزية)

- الموقع الرسمي (الألمانية)
- مقابلة (بالإنجليزية) على يوتيوب